# КрАЗ-214
КрАЗ-214 — советский крупнотоннажный грузовой автомобиль повышенной проходимости с колёсной формулой 6 × 6.
Автомобиль ЯАЗ и КрАЗ-214 модели был предназначен для перевозки грузов и буксировки прицепов массой до 50 тонн.

## История
Автомобиль был создан в 1951 году на Ярославском автомобильном заводе (ЯАЗ), где и производился с 1956 года по 1959 год под названием ЯАЗ-214. Затем производство было передано, в УССР, на Кременчугский автомобильный завод (КрАЗ).
КрАЗ-214 производился с 1960 до 1963 года. Основная масса выпущенных автомобилей использовалась в вооружённых силах Советского Союза и нефтегазовой промышленности СССР. КрАЗ-214 также применялся для других целей, в частности, в качестве буксировщика самолётов в аэропортах.

## Варианты и модификации
- ЯАЗ-214 (КрАЗ-214) — базовая модель[2]
- КрАЗ-214Б — модернизированный вариант 1962 года[3], отличался наличием бортовой электросети с напряжением 24 В и модернизированной подвеской, серийно выпускался с 1963 года до 1967 года.

## Применение
КрАЗ/ЯАЗ-214 являлся базовым шасси для следующего вооружения и военной техники:
- понтонно-мостовой парк (ПМП);
- тяжёлый механизированный мост (ТММ);
- экскаваторы: Э-305В[4] и ЭОВ-4421;
- бортовой автомобиль (тягач) для транспортировки расчётов тяжёлой артиллерии;
- пусковая установка тактических ракет ракетного комплекса 2К5 Коршун.
- Авиационный топливозаправщик.

## Дополнительная информация
- Пусковая установка 2П5 с шестью ракетами 3Р7 тактического ракетного комплекса 2К5 «Коршун» на шасси КрАЗ-214 является экспонатом Военно-исторического музея артиллерии, инженерных войск и войск связи[5]
- в 2005 году восстановленный армейский бортовой КрАЗ-214 1960 года выпуска был установлен в экспозиции музея КрАЗ.